# Sanchidrián (kommunhuvudort)
Sanchidrián är en kommunhuvudort i Spanien.   Den ligger i provinsen Provincia de Ávila och regionen Kastilien och Leon, i den centrala delen av landet, 90 km nordväst om huvudstaden Madrid. Sanchidrián ligger 924 meter över havet och antalet invånare är 763.
Terrängen runt Sanchidrián är lite kuperad. Runt Sanchidrián är det glesbefolkat, med 12 invånare per kvadratkilometer. Närmaste större samhälle är Villacastín, 18,9 km sydost om Sanchidrián. Trakten runt Sanchidrián består till största delen av jordbruksmark.